# Alisas (Arredondo)
Alisas es una localidad situada en el puerto de Alisas dentro del municipio de Arredondo (Cantabria, España). En el año 2008 contaba con una población de 23 habitantes (INE). Esta localidad está situada a 450 metros de altitud sobre el nivel del mar, y a 8 kilómetros de la capital municipal, Arredondo.
Pascual Madoz, en su diccionario, cuenta que en 1841 se construyó un parador desde el cual «se goza de vistas sumamente pintorescas». Describía esta posta como un edificio en buen estado y con suficientes comodidades aunque mal atendido. Dada la elevada altura en que se encontraba, los pasajeros preferían quedarse en invierno en las localidades de Arredondo o Riotuerto. Este edificio aun se puede observar junto a la carretera de acceso al puerto.
En este diseminado existía un antiguo pozo de nieve aprovechando una torca que sirvió para la producción de hielo.